# Gudsbevis
Gudsbevis är logiska resonemang som på filosofisk väg argumenterar för Guds existens. Sådana logiska resonemang var populära under medeltiden, särskilt som en del av skolastiken avseende Gud i kristen tro. Thomas av Aquino kallade dem för vägar till visshet om Guds existens. Läran om rättfärdigandet av den kristna tron kallas apologetik. Idag är det få som använder de medeltida logiska och filosofiska Gudsbevisen som de ursprungligen var formulerade i debatten, men nya varianter av argumenten förekommer. Varken teister eller ateister betraktar idag sina argument för och emot Guds existens som absoluta bevis, utan liksom inom många andra forskningsområden ses bevisandet idag som en fråga om vad som är mest troligt och sannolikt.
Det finns argument av olika slag. Det kosmologiska gudsbeviset utgår från världens existens och tänker sig därför att världen eller dess naturlagar har en skapare. Mirakel, till exempel Jesu uppståndelse, har studerats och argument har framställts för att dessa händelser ägt rum och tyder på Guds existens. Personliga religiösa erfarenheter är ytterligare ett argument. Slutligen finns det ontologiska gudsbeviset som enbart utifrån begreppet Gud söker leda hans existens i bevis. Även kritik mot dessa argument har framförts.
Gudsbevis och argument för eller emot religioners föreställningar om verkligheten studeras och diskuteras inom ämnet religionsfilosofi. I denna artikel finns även utrymme för direkta motargument mot gudsbevisen. För övriga argument mot Guds existens, och motargument mot dessa, se artiklarna Kritik av teism och Religionskritik.

## Argument som utgår från observationer av världen

### Kosmologiska argument
Argument som utgår från det faktum att det existerar någonting, snarare än ingenting, kallas kosmologiska gudsbevis (grekiska kosmos betyder värld), en term myntad av Immanuel Kant. Argumenten kan ha många olika utformningar, men gemensamt är att de utifrån världens existens tänker sig att det måste existera en teistisk eller deistisk Gud som har skapat den direkt, eller indirekt genom att konstruera naturlagar som har gett upphov till världen och livets utveckling. Allt som sker har en orsak i vår vardagliga erfarenhet. Det är därför rimligt att även världens uppkomst har en orsak, hävdas det. Föreställningen att världens existens leder tanken till en Skapare är uråldrig och återfinns till exempel på åtskilliga ställen i Bibeln.
Alternativen till att världen uppkommit genom att den skapats av Gud är:
- Världen är evig. Denna ståndpunkt intar hinduismen, och har även förekommit inom naturvetenskap. Det innebär att det som sker idag sker som en del i en oändlig orsakskedja. Som argument mot denna ståndpunkt har framförts, att matematik med realiserade oändliga serier av finita tal leder till paradoxer, varför en sådan oändlig orsakskedja inte kan tänkas.[4] Modern vetenskap stöder tanken på att vårt universum (vår rum-tid) har en uppkomst genom Big bang-teorin snarare än att alltid ha existerat, men kosmologer spekulerar i tanken på ett multiversum som varat i all oändlighet och där nya universum ständigt uppstår.
- Världen och dess naturlagar saknar orsak och syfte. Denna hållning företräds av många kosmologer, bland andra den amerikanske teoretiske mainstream-fysikern Lawrence Krauss. Företrädare för det kosmologiska gudsbeviset anser att detta är osannolikt, eftersom alla andra händelser har en orsak i vår vardagliga erfarenhet. Den moderna kvantfysiken har emellertid visat att händelser kan inträffa genom äkta slump, utan en föregående orsakshändelse, exempelvis att materia kan uppstå ur vakuum genom kvantfluktuationer. Den etablerade uppfattningen inom modern fysik innebär också att tid inte existerade före big-bang och att denna händelse därför inte kan ha en tidigare orsak inom vårt universum. Ett teistiskt svar på detta är att orsaken kan finnas utanför vårt universums rumtid, till exempel att naturlagarna är den yttersta orsaken och att dessa kan vara skapade av Gud med ett syfte, nämligen att ge upphov till intelligent liv likt honom själv. Den ateistiske författaren George H. Smith har bemött detta genom att säga att universum är den kontext, inom vilken en förklaring blir förståelig och därför är det omöjligt att förklara något genom att hänvisa till något som ligger utanför universum och därmed är obegripligt.[5] Emellertid diskuterar kosmologer ofta existensen av ett multiuniversum bestående av andra universa utanför vårt universum för att ge en konsistent förklaring på bland annat våg-partikeldualismen. Detta är i sin tur bara en utvidgning av "universum", som definitionsmässigt inbegriper allt, inklusive eventuella multipotenta entiteter.

Det kosmologiska gudsbeviset stipulerar att universums uppkomst har en orsak genom att införa en intelligent skapare, som står utanför vår förståelse och vårt universum, och inte begränsas av dess naturlagar. En liknelse är att en programmerare (motsvarande Gud) skulle kunna programmera (formulera lagar för) en datorsimulering som ger upphov till att en intelligent livsform utvecklas i en simulerad värld. Orsaken till simuleringen uppkomst står då att finna utanför simuleringens rum-tid. Programmerarens agerande följer inte simuleringens lagar, och står därför utanför den simulerade observatörens förståelse. Programmeraren kan stoppa simuleringen, manipulera några tillståndsvariabler, och återstarta simuleringen. En observatör inne i datorsimuleringen skulle då uppfatta att något som bryter mot programmets regler (naturlagarna) har inträffat, men skulle inte kunna påvisa fenomenet med upprepningsbara experiment. Observatören kan ge argument för programmerarens existens men kan inte absolut bevisa existensen om inte programmeraren ger sig till känna.
Frågan som ovillkorligen uppkommer är vad som i sin tur är orsaken till skaparen. Många religiösa anser att man inte behöver förklara hur Gud uppkommit. På medeltiden var argumentet för detta att eftersom Gud per definition finns (enligt exempelvis det ontologiska gudsbeviset) behöver man inte förklara hur Gud har uppkommit, och att med det givet, är det det sannolikaste svaret om skapelsen att det är han som skapat världen, vilket bevisar att han finns. Det är en sammanfattning av det kosmologiska gudsbeviset i en ursprungliga variant. Idag handlar argumenten (från båda sidor) om sannolikheter och troliggöranden istället för absoluta bevis, och om vem som har bevisbördan. Ytterligare ett argument är att en icke fysisk entitet som existerar bortom tid och rum per definition är tidlös och utan orsak. Exempel på motargument i modern litteratur skriven av förespråkare för det kosmologiska gudsbeviset är att inom andra debatter krävs inte att den som föreslår en orsak till en händelse i sin tur behöver ge orsaker till denna i en oändlig kedja av orsakssamband.
En annan vanlig kritik av det kosmologiska gudsbeviset är att en intelligent skapare framstår som en komplex jämfört med att universum och naturlagar som uppkommer ur ingenting och utan orsak, och därför enligt kritiker av det kosmologiska gudsbeviset får problem med Occams rakkniv. Ett svar från teister är att en designer, såsom varande en ickemateriell entitet, är maximalt enkel ur ett fysiskt perspektiv, liksom att universums uppkomst ur "ingenting" och utan orsak är en mer irrationell tanke, eftersom händelser utan orsak inte förekommer i vår vardagliga erfarenhet.

### Teleologiska argument
Det teleologiska gudsbeviset (grekiska teleios - ordning), även detta Immanuel Kants beteckning, utgår från tanken att världen är ordnad snarare än kaotisk, och det därför borde finnas en ordnande orsak till denna ordning - Gud. Argumentet förekommer redan hos Anaximander, Diogenes från Apollonia, Platon och Aristoteles. Det mest konkreta exemplet på ordning är nog djur och växter, det biologiska argumentet. Även ett argument utifrån universums finjustering har blivit mer populärt på senare år.

#### Finjusteringsargumentet
Den exakta kalibreringen av naturkonstanterna är ett av de teleologiska argumenten för att universum designats och inte uppkommit av en slump. En etablerad uppfattning inom kosmologin är att om naturkonstanternas värden, till exempel elementarpartiklarnas massa och laddning, hade avviktit bara några procent, skulle liv ha varit omöjligt i universum, därför att materia skulle vara omöjligt, eller universum skulle ha kollapsat innan liv hade hunnit utvecklas. En vanlig materialistisk förklaring är den antropiska principen, som innebär att i en värld där det finns observatörer måste naturkonstanterna ha de värden som krävs för observatörens (till exempel människans) existens. Detta kombineras ofta med en multiuniversateori, som innebär att en stor mängd universa med olika slumpmässiga värden på naturkonstanterna kan ha uppkommit. En sådan teori gör att det inte är osannolikt, givet många skapade universa, att det uppstår ett universum som har exakt de naturkonstanter som möjliggör liv, på vilket teister svarar att det utgör ett exempel på ett argumentationsfel kallat "spelarens felslut". Ytterligare en förklaring som brukar ges är att naturkonstanterna kanske måste ha de värden de har av en för oss okänd anledning. Diskussionen brukar landa i occams rakkniv, det vill säga vilken av dessa förklaringar som anses enklast.
Notera att a posteriori-sannolikheter (det vill säga sannolikheten efter att slumphändelsen inträffat) är 100% att universum har de egenskaper det har, men här avses a priori-sannolikheten (det vill säga sannolikheten innan den förmodade slumphändelsen inträffade) att universums naturkonstanter skulle bli gynnsamma för intelligent liv. Vi kan inte beräkna a priori-sannolikheterna exakt, för vi vet inte mekanismerna bakom, men debattörer presenterar ändå argument för att a priori-sannolikheten är extremt låga. Även om så skulle vara fallet är det ändå inte omöjligt att slumpen skulle göra universum gynnsamt för liv, men ett argument som bygger på en mycket osannolik händelse har lågt vetenskapsteoretiskt förklaringsvärde enligt occams rakkniv.

#### Biologiska argument
En rad vetenskapliga hypoteser finns för abiogenesis, det vill säga hur livet på jorden ursprungligen uppstod, men ingen är allmänt vedertagen bland forskare och endast glesa och sporadiska framsteg görs inom området. Det anses därför av vissa troende att liv på jorden är för komplext för att ha uppkommit genom en kemisk slumpprocess med rimlig sannolikhet. Många troende anser dessutom att människan har mentala förmågor (exempelvis samvete, äkta altruism, ondska, förnuft, tänkande, känsla, medvetande, språk, förmåga att utveckla och sprida kultur och normer) som skiljer sig så mycket från (övriga) djur och därför inte (enbart) kan förklaras genom biologi och evolution utan även med en själ. Förespråkare för kreationism hävdar att det finns en brist på mellanformer mellan vissa huvudgrupper av arter, och förespråkare för intelligent design hävdar att vissa organ, exempelvis människans hjärna, är för komplexa för att kunna ha utvecklats enbart genom evolution. Det främsta empiriska resultat har presenterats i vetenskapliga publikationer till stöd för intelligent design är Stephen C. Meyers "The Origin of Biological Information and the Higher Taxonomic Categories" som gick igenom peer-review processen och publicerades i Proceedings of the Biological Society of Washington (volume 117, no. 2, pp. 213-239). Publiceringen väckte dock stor uppmärksamhet och negativ kritik och artikeln refuserades följaktligen i efterhand. 
Kritik mot intelligent design och annan kreationism förekommer även bland troende. Förespråkare för teistisk evolution menar att skapelse är fullt förenligt med big bang och evolution, men ser istället livets komplexitet som ett bevis på att naturlagar avsiktligt utformats så att liv skulle uppstå och vidareutvecklas till en intelligent livsform. Gemensamt för dessa uppfattningar bland troende är att de ser livets och människans existens som avsiktlig, och som tecken på en oerhört överlägsen intelligens, en gud, som antingen har skapat människan och andra huvudarter i detalj, eller som har utformat naturlagar som skulle leda fram till människan, och/eller gjort ingripanden i den evolutionära utvecklingsprocessen vid några tillfällen. Mot detta kan anföras att man i så fall måste visa hur Gud kommit att existera, en minst lika svårförklarad företeelse som ändamålsenliga naturlagar och livets komplexitet.

### Övriga argument
- Det moraliska gudsbeviset utgår från det faktum att människor, men sällan eller aldrig djur, utför äkta altruistiska (oegennyttiga) handlingar som är missgynsamma för de egna genernas överlevnad. Biologisk altruism som observerats bland djur är i allmänhet svag altruism, det vill säga det kan missgynna individens överlevnad men gynnar besläktade individer i den egna stammen eller gruppen. Om altruism bland djur kan tolkas som stark altruism ses det bland skapelsetroende som bevis för att djuren inte enbart har utvecklats genom evolution. Argumentet utgår också från att de allra flesta kulturer och människor upplever att det finns en objektiv moral, att det finns sådant som verkligen är rätt och fel, och tänker sig därför att det finns en moralisk orsak till denna moral - att Gud har gett människan en själ[3] med ett samvete. Men mot detta resonemang har ställts att existensen av medfödd mänsklig rättviseuppfattning kan förklaras med evolutionsteorin, och att utveckling av normer som innebär psykologisk altruism, och kan tyckas vara missgynnsamma för evolutionen, istället kan förklaras av teorin om memer, det vill säga människans förmåga att utveckla och sprida religioner, ideologier och värderingar som tävlar för sin egen överlevnad.
- På samma sätt kan man argumentera utifrån det mänskliga medvetandet, och tänker sig därför att det finns en medveten orsak till detta - Gud. Analogt kan detta argument även utgå ifrån existensen av känslor (en kännande orsak), kärlek (en älskande orsak) eller information (en informationshanterande orsak).

Alla dessa saker är svårare att förklara uppkomsten av utifrån en materialistisk världsuppfattning, det vill säga uppfattningen att världen endast består av materia, menar de som förespråkar argumenten. Vissa menar att Evolutionsteorin erbjuder en sådan heltäckande förklaringsmodell för hur alla dessa företeelser uppkommit.
De ovan angivna argumenten är giltiga för alla teistiska religioner, det vill säga religioner som tror på en Gud som skapat världen och är verksam idag, samt de deistiska trosuppfattningarna, de som tror på en skapande gud men som ej är verksam idag.

## Argument som inte baseras på observationer av omvärlden
Det ontologiska gudsbeviset argumenterar för Guds existens enbart utifrån begreppet Gud. Framfört av bland andra Anselm av Canterbury och René Descartes. Det är uppställt som följer:
1. Gud är per definition det största tänkbara.
2. Antag att Gud inte existerar.
3. I så fall kan man tänka sig något som har alla Guds egenskaper, men som också existerar.
4. Detta något är i så fall större än Gud, eftersom det är större att existera än att inte existera.
5. Detta leder dock till en paradox, eftersom Gud ju per definition är det största tänkbara.
6. Antagandet att Gud inte existerar är alltså felaktigt.

Det kan sammanfattas med att något måste räknas som störst, och det är då Gud eftersom Gud är störst.
Apologeten William Lane Craig har, med inspiration från filosofen Alvin Plantinga, utformat argumentet på följande sätt:
1. Det är möjligt att Gud existerar.
2. Om det är möjligt att Gud existerar, existerar Gud i en möjlig värld.
3. Om Gud existerar i en möjlig värld existerar han i varje möjlig värld.
4. Om Gud existerar i varje möjlig värld existerar han i den faktiska världen.
5. Om Gud existerar i den faktiska världen existerar han.
6. Därför existerar Gud.[11]

## Argument som utgår från religiösa uppenbarelser eller erfarenheter

### Egen erfarenhet
En typ av argument utgår från vad Gud uppenbarar för den enskilde troende och den troendes egna erfarenheter av möten med Gud. Dock finns det svårigheter att argumentera för Guds existens utifrån denna typ av personlig erfarenhet, då den inte är nåbar för utomstående. Inom religionspsykologin söker man efter inomvärldsliga förklaringar till sådana erfarenheter. Det kan tvärtom vara ett argument mot Guds existens, varför, om Gud finns och vill att vi ska tro på honom, han inte visar sig tydligare och för fler. 

### Argument som utgår från gudstrons effekter
- Det pragmatiska gudsbeviset är av något annorlunda slag. Det hävdar att tron på Gud medför goda effekter, såsom hopp och kärlek, medan avsaknaden av en Gudstro leder till desillusionering, hopplöshet och existentiell ensamhet. Gudstron är därför pragmatiskt sann.[12]

## Religionsspecifika gudsbevis

### Kristendomen
Den kristna tron är en uppenbarelsereligion. De kristna tror att Gud talat till vissa människor, som kallas profeter. Dessa har sedan skrivit ner Guds tilltal i Bibeln. Kristna hävdar vidare att Gud handlat i historien samt själv besökt oss som människa genom Jesus Kristus (det är ett kristologiskt argument(en)). Berättelserna om dessa Guds handlingar skrevs ner i Bibeln. Detta är Guds särskilda uppenbarelse, det han talar om på ett mer tydligt och specifikt sätt, och till vissa personer, än den allmänna uppenbarelsen i världen. Detta Guds föregivna handlande är alltså åtkomligt för studium och prövning. Bibeln som historisk källa är omdebatterad.
- Jesu uppståndelse är den enskilt viktigaste händelsen i den kristna tron. Om man kan visa att Jesu uppståndelse faktiskt ägt rum, är det också sannolikt att Jesus var den han sade sig vara - Guds son. Kristna söker därför argumentera för att så är fallet. Framförallt söker man framställa vittnena till Jesu uppståndelse som trovärdiga. Över 500 personer, många av dessa i texten namngivna, sägs i Bibeln ha sett Jesus uppstånden. En del av dessa återfinns bland den tidiga kyrkans ledare. Berättelserna har den förvirrade stämning över sig, som kan förväntas vid en plötslig, oväntad och helt revolutionerande händelse. Berättelserna skiljer sig något åt, vilket tyder på att författarna inte talat sig samman om en lögn. Många av vittnena var beredda att ge sina liv för sitt vittnesbörd. Kyrkans uppkomst och snabba spridning är ett vittnesbörd om att lärjungarnas uppgivenhet och sorg av någon anledning plötsligt förbyttes i glädje, mod och missionsiver.

Mot dessa argument kan invändas, att det krävs mycket för att tro en så osannolik händelse. Händelsen ägde rum för mycket länge sedan. De enda namngivna vittnena var med i samma religiösa rörelse och de enda dokumenten är de kristna skrifterna. Alternativa redogörelser kan ha röjts ur vägen av Kyrkan.
- Profetiorna om Jesus i Gamla Testamentet är ett annat argument som har framförts genom hela Kyrkans historia. Jesu liv och verksamhet är förutsagt hundratals år tidigare, sägs det. Några av de tydligaste profetiorna är Mika 5:2, Psaltaren 22 och Jesaja 53. Om detta är sant, är det naturligtvis ett kraftfullt argument för att Gud ligger bakom Bibeln. Dock var profetiorna i Gamla Testamentet allmänt kända vid Nya Testamentets nedtecknande och många av dem är också svårtolkade och otydliga. Det framgår i evangelierna att Jesus kände till dessa profetior, och han kanske aktivt sökte uppfylla dem. En alternativ tolkning är att Bibelns författare beskriver Jesus på ett sätt så att han uppfyllde profetiorna.

- Den Helige Andes vittnesbörd. Bibeln talar om att den Helige Ande kan ge människor en tro på Gud (Romarbrevet 8:16, Första Korinthierbrevet 2:4-5, Första Thessalonikerbrevet 1:5). Han sägs också kunna ge erfarenheter av Gud närhet och kärlek (Romarbrevet 5:5, Andra Korinthierbrevet 3:18). Detta är en form av gudsbevis från egen erfarenhet.